# 花蓮小沙丁魚
花蓮小沙丁魚（学名：Sardinella hualiensis），又名青鱗仔、鰮仔、沙丁魚、扁仔，為輻鰭魚綱鲱形目鲱科的其中一種，分布於西太平洋區，包括台灣、中國大陸、香港、菲律賓海域，棲息深度可達50公尺，體長可達12.5公分，棲息在沿海海域，成群活動，可做為食用魚。

## 擴展閱讀
維基物種上的相關：花蓮小沙丁魚